# David Homoláč
David Homoláč est un footballeur tchèque né le 12 octobre 1973.

## Carrière
- 1994-95 : FC Hradec Kralové  République tchèque
- 1995-96 : Dukla Prague  République tchèque
- 1996-97 : FC Hradec Kralové  République tchèque
- 1997-98 : FC Hradec Kralové  République tchèque
- 1998-99 : FC Hradec Kralové  République tchèque
- 1999-00 : FC Hradec Kralové  République tchèque
- 2000-01 : FC Hradec Kralové  République tchèque
- 2001-02 : FC Hradec Kralové  République tchèque
- 2002-03 : FC Hradec Kralové  République tchèque
- 2002-03 : Slovan Bratislava  Slovaquie
- 2003-04 : České Budějovice  République tchèque
- 2004-05 : České Budějovice  République tchèque
- 2005-06 : České Budějovice  République tchèque
- 2006-07 : České Budějovice  République tchèque
- 2007-08 : České Budějovice  République tchèque